# Orménio
Orménio är en ort i Grekland.   Den ligger i prefekturen Nomós Évrou och regionen Östra Makedonien och Thrakien, i den nordöstra delen av landet, 500 km nordost om huvudstaden Aten. Orménio ligger 62 meter över havet och antalet invånare är 750.
Terrängen runt Orménio är huvudsakligen platt, men västerut är den kuperad. Runt Orménio är det glesbefolkat, med 15 invånare per kvadratkilometer. Närmaste större samhälle är Kyprínos, 16,1 km söder om Orménio. Trakten runt Orménio består till största delen av jordbruksmark.